# コール オブ デューティー 2
『コール オブ デューティー 2』（英語: Call of Duty 2、略称: CoD2）は、Infinity Ward社が開発した第二次世界大戦を舞台とするファーストパーソン・シューティングゲーム。コール オブ デューティシリーズ本編の2作目。プレイヤーは連合国側（ソビエト、イギリス、アメリカ）の一兵卒として世界大戦の趨勢を分ける歴史的な戦いに身を投じる。脚本は前作に引き続きマイケル・シファー。音楽はグレーム・レヴェル。
Xbox 360版は世界で140万本を売り上げた。北米と欧州のXbox 360のローンチ作品であり、『Call of Duty 2 Big Red One』と並んでコナミデジタルエンタテインメントが翻訳を担当した最後の作品となった。

## 主な戦場・関連作戦
- ソビエト編
  - モスクワの戦い
  - スターリングラード攻防戦
- イギリス編
  - エル・アラメインの戦い
  - チュニジアの戦い（英語版）
- アメリカ編
  - ノルマンディー上陸作戦

## 前作からの変更点
前作『CoD』からの主な変更点を示す。
- 先に登場した"HALO"の影響を受け、プレイヤーの体力が自動回復制となった。連続して被弾すると瀕死状態に陥り、さらに被弾すると死亡する。被弾を一定時間回避すれば自動的に回復する。
- 味方NPCが無限に補充される。前作では味方が全滅してしまい、プレイヤー単独での任務遂行を強いられるケースが多々あった。
- プレイヤーの近くに投擲された手榴弾の位置を表示。
- 発煙弾を装備。煙幕により敵の攻撃を一定時間避けることができる。
- 手動セーブ機能廃止。代わりにチェックポイント（自動セーブ箇所）が増加。
- バトル・チャッター・システム（BCS）搭載。シナリオ進行とは関係なく、敵・味方NPCが戦闘状況に応じたセリフを逐一喋る。臨場感が向上し、プレイヤーの状況判断にも役立つ。
- DirectX 9に対応し映像表現力が向上。PC版においてはDirectX 7相当に落とすこともでき、低スペック環境でもプレイしやすいよう配慮されている。

一方で、コール　オブ　デューティ3以降におけるストーリー性はこの作品では重要視されておらず、複数の国家の軍を一定のキャンペーンごとに交代してプレイする内容となっている。また、ムービーはどのプラットフォームでも480p相当の画質になる。

## 登場人物

### ソビエト軍
ヴァシリ・イワノビッチ・コスロフ（Pvt.Vasili Ivanovich Koslov）
ソビエト編のプレイヤーキャラクター。第13親衛狙撃兵師団に所属。階級は二等兵。
レトレフ（Commissar Letlev）
ソビエト編に登場する政治委員。
レオノフ（Lt.Leonov）
ソビエト編に登場する中尉。
ディミトリ・ヴォルスキー（Lt.Dimitri Volsky）
ソビエト編に登場する中尉。
パヴェル・セミョーノフ（Pvt.Pavel Semenov）
ソビエト編の最終ステージで登場する二等兵。

### イギリス軍
ジョン・デイビス（Sgt.John Davis）
イギリス編のプレーヤーキャラクター。第7機甲師団に所属。階級は軍曹。
プライス（Cpt.Price）
デイビスの上官。階級は大尉。同じ姿で『CoD』『CoD4』にも登場しているが、別人である。
マクレガー（Pvt.MacGregor）
プライスの部下。デイビスと共に行動することが多い。階級は二等兵。
デイビッド・ウェルシュ（David Welsh）
戦車戦のプレイヤーキャラクター。第7機甲師団の戦車指揮官。

### アメリカ軍
ビル・テイラー（Cpl.Bill Taylor）
アメリカ編のプレイヤーキャラクター。陸軍第2レンジャー大隊に所属。階級は伍長。
なお、映画『プライベート・ライアン』の登場人物であるジャクソンに容姿が似ており、上陸作戦での初期装備もSpringfieldという点で共通している。
ランダル（Sgt.Randall）
テイラーの部隊の隊長。上陸作戦でテイラーを引きずって助けたのは彼である。階級は軍曹。

## 反応

### 表彰

#### 2005年
- Spike Video Game Awards
  - 受賞：「Best Military Game」[10]
  - ノミネート：「Game of the Year」（大賞）、「Best Original Score」、「Best First-Person Action」、「Best Graphics」、「Best PC Game」[10]

#### 2006年
- Interactive Achievement Awards
  - ノミネート：「Overall Game of the Year」（大賞）、「Console Game of the Year」、「First Person Action Game of the Year」、「Outstanding Achievement in Online Gameplay」、「Outstanding Achievement in Visual Engineering」[11]
- ゲーム・デベロッパーズ・チョイス・アワード
  - ノミネート：「Audio」[12]

### PC日本語版について
PC日本語版は発売時期がメディアクエスト（前作の販売代理店）と比べかなり遅かったこと、字幕が画面解像度によっては途切れてしまうこと、品質の低い日本語訳などに批判が相次いだ。解像度問題や誤訳は修正MODにて解消する事ができる。現在、このPC日本語版は販売終了している。